# Rebbachisaure

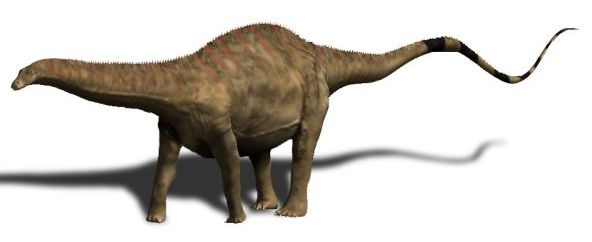
Recreació artística d'un rebbachisaure

El rebbachisaure (Rebbachisaurus, en referència a una localitat del Marroc) era un sauròpode de gairebé 20 metres de longitud, aprovisionat potser d'una cresta dorsal. Visqué al Nord d'Àfrica en l'últim període del Cretaci inferior (fa entre 115 i 98 milions d'anys).